# ふらたにてぃ
ふらたにてぃは、香月純と高橋いまりからなる日本のお笑いコンビ。漫才師、コント師。東京NSC17期。吉本興業所属。

## メンバー
- 香月 純（かつき じゅん、1992年＜平成4年＞3月3日 - ）

立ち位置は向かって右。A型。神奈川県横浜市鶴見区出身。
- 高橋 いまり（たかはし いまり、1991年＜平成3年＞4月3日 - ）

立ち位置向かって左。Ｂ型。神奈川県横浜市瀬谷区出身。

## 概要
NSC卒業後、お互いピン芸人として活動。芸歴３年目にコンビを組む。正確にはお互い誰かとコンビ活動をしたかったが、誰とも組めず２年経過。誰とも組めなかった2人がコンビを組む。

## 経歴
2014年コンビ結成。ヨシモト∞ホールのライブ終わりに渋谷のサイゼリヤにてコンビ結成。同期のピーチク坂46（当時TY）が同席していた。